# Rue Saint-Roch (Toulouse)
Pour les articles homonymes, voir Rue Saint-Roch.
La rue Saint-Roch (en occitan : carrièra de Sant Ròc) est une voie publique du centre historique de Toulouse, chef-lieu de la région Occitanie, dans le Midi de la France. Elle traverse les quartiers Saint-Agne et Jules-Julien, tous les deux dans le secteur 5 de la ville.

## Description

### Voies rencontrées
La rue Saint-Roch rencontre les voies suivantes, dans l'ordre des numéros croissants (« g » indique que la rue se situe à gauche, « d » à droite) :
1. Chemin de la Salade-Ponsan (g)
2. Impasse Saint-Roch (d)
3. Rue des Miracles (d)
4. Rue Georges-Danton (d)
5. Rue du 6-Juin-1944 (d)
6. Impasse de la Charbonnière (g)
7. Rue Elvire (d)
8. Avenue du 14e-Régiment-d'Infanterie (d)
9. Rue des Casernes (g)
10. Rue Saint-Thomas-d'Aquin (d)
11. Rue Maran (d)
12. Rue Saint-Gabriel (d)
13. Place Saint-Roch (g)
14. Rue Léon-Soulié (d)

## Odonymie
La rue Saint-Roch tient son nom de la chapelle Saint-Roch. Cette chapelle, construite au XIIIe siècle par les carmes, servit, à partir du XVIe siècle, à une confrérie de laïcs, la confrérie de Saint-Roch, qui vouait un culte à saint Roch de Montpellier, le « saint de la peste ». Ce n'était, au XVIe siècle, qu'un chemin, mais il portait déjà ce nom, qu'il a toujours conservé. On trouvait également, au XVIIIe siècle, le nom de chemin de Pouvourville, qu'elle avait avec le chemin de la Salade-Ponsan qui la prolonge au sud jusqu'au village de Pouvourville, sur le coteau de Pech David.

## Patrimoine et lieux d'intérêt

### Chapelle Saint-Roch-du-Férétra
Inscrit MH (1979).
La chapelle Saint-Roch-du-Férétra est construite au XIIIe siècle par les religieux carmes. Elle est alors placée sous le vocable de Sainte-Marie-du-Mont-Carmel. En 1264, les religieux quittent ce lieu pour s'installer dans la cité, rue Joutx-Aigues, avant de construire leur couvent sur le sol de l'actuelle place des Carmes. Au XVIe siècle, la chapelle devient le siège de la confrérie de Saint-Roch. La chapelle est entretenue, agrandie et décorée par les membres de la confrérie. Entre 1784 et 1786, l'architecte Jean-Arnaud Raymond mène d'importants travaux qui lui donnent son aspect actuel. La confrérie de Saint-Roch, dispersée à la Révolution française, est rétablie au début du XIXe siècle, avant de se séparer définitivement.

### Immeubles et maisons
- no  111 : HBM Saint-Roch. 
L'immeuble HBM Saint-Roch, de style Art déco, est construit entre 1928 et 1931 par les Charpentiers toulousains, sur les plans de l'architecte de la ville, Jean Montariol, qui agit pour le compte de l'Office des habitations à bon marché de la ville de Toulouse. Le bâtiment, se développe sur cinq étages, sur une parcelle entre la rue du Férétra (actuel no 98) et la rue Saint-Roch[5].